# 6-та гвардійська армія (СРСР)
Шо́ста гварді́йська а́рмія (6 гв. А) — загальновійськова гвардійська армія у складі Збройних сил СРСР під час Німецько-радянської війни.

## Командування
- Командувачі:
  - генерал-лейтенант, з червня 1944 генерал-полковник Чистяков І. М. (з 1 травня 1943 року — до кінця війни)